# Digbapia
Digbapia est une localité de l'ouest de la Côte d'Ivoire, et appartenant au département de Daloa, dans la Région du Haut-Sassandra. La localité de Digbapia est un chef-lieu de commune.